# ジョン・ヘンリー・ウィグモア

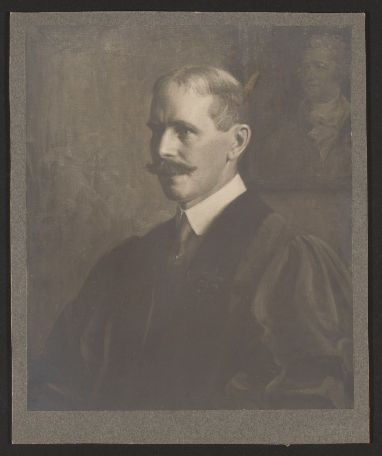
ジョン・ヘンリー・ウィグモア

ジョン・ヘンリー・ウィグモア（John Henry Wigmore、1863年3月4日 - 1943年4月20日）は、アメリカの法学者であり、証拠法の専門家。

## 来歴・人物
カリフォルニア州サンフランシスコ出身。ハーバード大学で学び、1883年にA.B.を1884年にA.M.を1887年にLL.B.を取得した。
ボストンで二年間弁護士として働いた後、慶應義塾でアメリカ法の教授として大学部法律科の開設に尽力した。慶應義塾大学部では比較法や日本法を、特に江戸時代の法を研究しその成果を著わした。
その後1893年にノースウェスタン大学法学部に招聘される。1901年から1929年にかけて法学部長を務めた。
他に、アメリカ大学教授協会二代目会長、米国法曹協会の有力会員、同協会国際比較法部会の初代座長等も務めた。また1909年には、刑法学および犯罪学に関する国内会議を組織し、アメリカ刑法学犯罪学会を立ち上げた。
その他、ノースウェスタン大学の航空法研究所やシカゴの科学捜査研究所の設立に参画、全米統一州法委員会全国会議や全米統一州法委員会イリノイ州会議の活動に参加等した。
1904年、“A Treatise on the Anglo-American System of Evidence in Trials at Common Law”を著わした。この研究は、証拠法の進展について広範に扱うもので、一般に「ウィグモアの証拠法」として知られている。このウィグモアの証拠法は、今なおコロンビア特別区連邦地方裁判所を含むアメリカの多く裁判所で採用されている上に、日本の刑事手続にも影響を及ぼしている。